# The Haematobic EP
| Оценки критиков | Оценки критиков |
| Источник        | Оценка          |
| --------------- | --------------- |
| Metal.de        | без оценки      |

The Haematobic EP — первый мини-альбом группы Aborted, выпущенный в 2004 году вслед за альбомом Goremageddon: The Saw And The Carnage Done, содержит в себе как студийные записи, так и концертные, также имеет мультимедийный бонус.

## Об альбоме
The Haematobic EP имеет своеобразное сочетание совершенно разного материала для одного формата. Одна часть — это аудио, студийная часть которого записана на двух студиях, как и ранее на «CCR Studio», где были записаны ударные, под руководством Криса Белаэна и на «The Hansen Studio», где были записаны партии вокала, гитар и баса, под руководством Джейкоба Хансена. Вторая часть — это песни записанные вживую на фестивале «PartySan» в 2003-м году. Далее следует мультимедийная часть, состоящая из клипа на песню «Meticulous Invagination» и трёх отрывков из того же выступления на «PartySan 2003».

Студийный и концертный составы имеют незначительные отличия, что также отмечено и в буклете альбома.

Студийные песни впоследствии вошли на переиздания альбомов Goremageddon: The Saw And The Carnage Done и The Archaic Abattoir в 2009-м году. Переизданием также занимался лейбл «Listenable Records».

## Список композиций
| №   | Название | Длительность |
| --- | --- | ------------ |
| 1.  | «Gestated Rabidity» (перезаписана для альбома The Archaic Abattoir)                                                      | 4:13         |
| 2.  | «Drowned» (Entombed cover - вошла бонус-треком в переиздание альбома The Archaic Abattoir)                               | 3:46         |
| 3.  | «Voracious Haemoglobinic Syndrome» (вошла бонус-треком в переиздание альбома Goremageddon: The Saw And The Carnage Done) | 4:07         |
| 4.  | «The Sanctification of Refornication» (вошла бонус-треком в переиздание альбома The Archaic Abattoir)                    | 3:44         |
| 5.  | «Parasitic Flesh Resection» (записано на выступлении на «PartySan 2003»)                                                 | 2:05         |
| 6.  | «The Holocaust Incarnate» (записано на выступлении на «PartySan 2003»)                                                   | 4:32         |
| 7.  | «Meticulous Invagination» (клип - мультимедийная часть)                                                                  |              |
| 8.  | «Parasitic Flesh Resection» (видеофрагмент выступления на «PartySan 2003» - мультимедийная часть)                        |              |
| 9.  | «The Holocaust Incarnate» (видеофрагмент выступления на «PartySan 2003» - мультимедийная часть)                          |              |
| 10. | «Eructations of Carnal Artistry» (видеофрагмент выступления на «PartySan 2003» - мультимедийная часть)                   |              |

## Участники записи
Студия 2004:
- Свен Свенчо де Калюве — вокал
- Тийс Тис де Клоэдт — лид-гитара
- Барт Вергаерт — гитара
- Фредерик Фре Ванмассенхоф — бас
- Дирк Вербьюрен — сессионные ударные

PartySan 2003:
- Свен Свенчо де Калюве — вокал
- Тийс Тис де Клоэдт — лид-гитара
- Барт Вергаерт — гитара
- Фредерик Фре Ванмассенхоф — бас
- Френк Росси — ударные